# Signe Gjessing
Signe Gjessing (født i 1992) er en dansk digter. Hun er uddannet fra Forfatterskolen i 2014, og debuterede samme år med digtsamlingen Ud i det u-løse, som hun modtog Bodil og Jørgen Munch Christensens Debutantpris. Debuten blev i 2016 oversat til svensk med titlen Ut i det o-lösa.
Gjessing konvertede i 2019 til katolicismen.

## Udgivelser
- Ud i det u-løse, Gyldendal, 2014
- Blaffende Rum Nænnende Alt, Gyldendal, 2015
- Ideale Begivenheder, Gyldendal, 2017 (med genrebetegnelsen vers )
- Synet og Vennen, (prosa), Gyldendal, 2018
- Tractatus Logico-Philosophicus, Forlaget Vandkunsten, 2019

## Priser
- Bodil og Jørgen Munch Christensens Debutantpris, (2014)
- Albert Dams Mindelegat, (2015)
- F. P. Jacs Mindelegat, (2018)[3]
- Dan Turell medaljen (2024)[4]

## Behandlinger
Kort portrætfilm fra 2015 med oplæsninger af digte fra Ud i det u-løse.